# Олмеки
Олмеките са древна мезоамериканска индианска племенна общност, населявала неголяма територия в днешно Мексико. Наименованието им е условно, а за тях се знае от ацтекски исторически хроники в които се споменават още от 2-рото хилядолетие пр.н.е. Олмеки е име по едно от племената живеещи в сочената гориста област на мексиканските щати Веракрус и Табаско, където са живеели някога тези индианци.
В периода от 2500 г. пр.н.е. до 1600 – 1500 г. пр.н.е. в районите, където по-късно процъфтява олмекската цивилизация, се развива култура, приемана за доолмекска. Цивилизацията на олмеките възниква около 1600 – 1500 г. пр.н.е. в югоизточната част на днешния мексикански щат Веракрус. Тя просъществува около хиляда години – до 400 година пр.н.е. След 600 пр.н.е. започва да запада, а около 200 пр.н.е. престава да съществува.
Цивилизацията на олмеките се характеризира с най-необичайното и изискано в цяла Централна Америка скулптурно изкуство, представено от гигантски каменни човешки глави, олтари и стели (издълбани каменни монолити). Също така се представя от изключително елегантни малки фигурки и други предмети, изработени от нефрит.
Културата на олмеките се наследява от епиолмекската такава. Културата на олмеките е най-ранната известна в Америка. Въпросът за възникването и произхода ѝ е дискутиран в продължение на десетилетия, като е предмет на многобройни спекулации и хипотези.